# Ago (botanica)

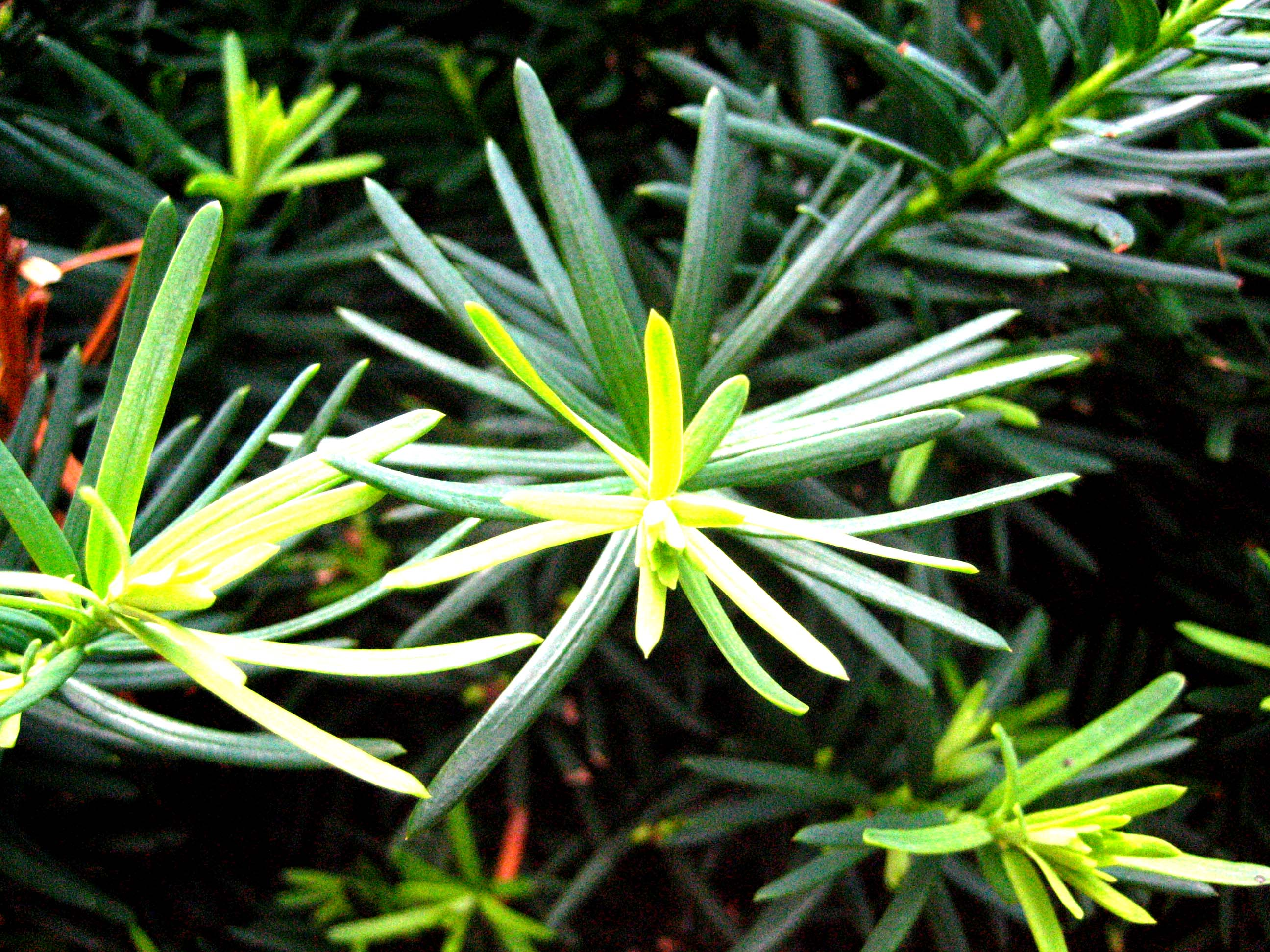
Aghi di una pianta del genere Taxus

Gli aghi (singolare ago) sono le foglie di molte Conifere. Nessun'altra classe di piante ha foglie a forma di ago, sebbene non tutte le conifere abbiano foglie aghiformi. Queste foglie sono lunghe, strette, più o meno cilindriche e pungenti.
Gli aghi di conifere, caduti, sono particolarmente resistenti alla degradazione, e quindi anche un buon materiale per la pacciamatura.  La formica rossa li utilizza per costruire grandi nidi a cupola.